# Matwiejew Kurgan
Matwiejew Kurgan (ros. Матвеев Курган) – osiedle w Rosji, w obwodzie rostowskim, ośrodek administracyjny rejonu matwiejewo-kurgańskiego. W 2010 liczyło 15 590 mieszkańców.

## Urodzeni
- Ołeksandr Onyszczenko – ukraiński polityk i biznesmen.